# Сора (река)
Сора је река у Словенији. Има два изворишна крака:Пољанску Сору (Пољашћицу), која извире јужно од Жира код Градишча и Селишку Сору (Селшчицу) која се извирући испод Јеловице, спаја са Пољанском Сором код Шкофје Локе. Од тог спајања па до ушћа у реку Саву тече јужним рубом Соршког поља.
Због стрмих непропусних падина у долинама Поњанске и Селшке Соре, приликом јаких киша обе Соре брзу набујају и изливају се из корита. Сора одводњава углавном Шкофјелошка брда и Полхиграјске доломите.
Сора је дугачка 47 km, а површина слива износи 650 km².